# Frank Harris

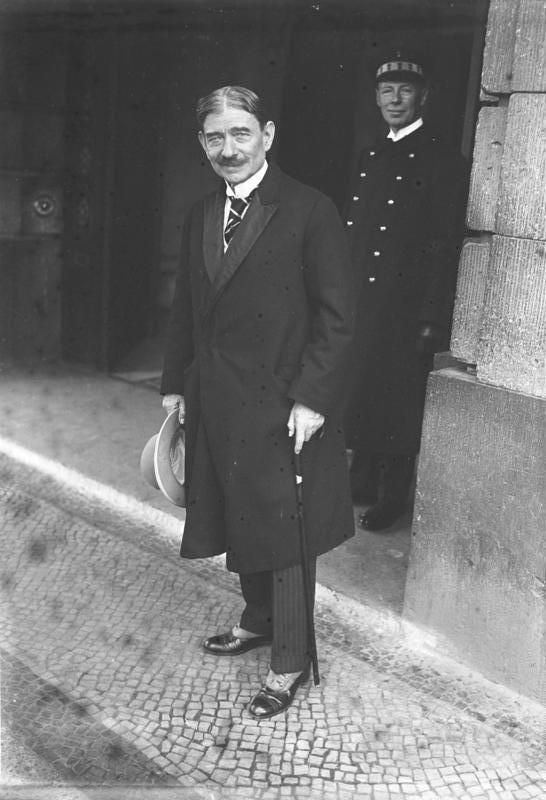
Frank Harris kort voor zijn dood

Frank Harris, eigenlijk James Thomas Harris (Galway,  14 februari 1856 – Nice, 27 augustus 1931) was een Iers-Engels schrijver, publicist, redacteur en uitgever.

## Leven
Harris werd in Ierland geboren als zoon van uit Wales afkomstige ouders. Hij ging op zijn twaalfde ook in Wales naar een internaat, won daar een studiebeurs voor de Universiteit van Cambridge, maar gebruikte het geld om op zijn vijftiende naar de Verenigde Staten te emigreren. Daar oefende hij diverse eenvoudige beroepen uit in New York en Chicago en studeerde later rechten aan de Universiteit van Kansas. In 1877 keerde hij naar Engeland terug, werd journalist en werkte zelfs even als oorlogscorrespondent tijdens de Russisch-Turkse Oorlog (1877-1878). In 1878 huwde hij de vermogende Florence Ruth Adams, die een jaar later overleed.
Harris maakte naam als redacteur van tal van vooraanstaande kranten en tijdschriften, zoals 
de Evening News (vanaf 1883), de Fortnightly Review (1886–1894) en de Saturday Review (waarvoor George Bernard Shaw zijn beroemde toneelkritieken schreef). Van 1907 tot 1909 was hij eigenaar van Vanity Fair, later gaf hij Hearth and Home en Modern Society uit (hetgeen voor hem eindigde met een veroordeling wegens smaad: hij had een Engelse lord uitgemaakt voor “sluwe hond”).
Bij het begin van de Eerste Wereldoorlog bevond Harris zich in Parijs en besloot opnieuw naar New York te emigreren. Daar was hij van 1916 tot 1922 redacteur van Pearson's Magazine. In de jaren twintig richtte hij er zijn uitgeverij Frank Harris Publishing Company op. Midden jaren twintig keerde hij terug naar Europa.
Harris huwde driemaal. Hij stierf in 1931 te Nice aan een hartaanval, door minder succesvolle ondernemingen in zijn laatste levensjaren relatief verarmd.

## Werk
Harris was in zijn tijd een veelgelezen schrijver van romans, toneelstukken en korte verhalen. Berucht werd hij door zijn autobiografische roman My Life and Loves (1922-1927, Nederlands: Mijn leven en liefdes, 1967), geschreven aan de Franse Rivièra, waarin hij een exhibitionistisch maar ook humoristisch verslag geeft van een woelig leven, overvloeiend van animale vitaliteit en seksualiteit.
Geprezen werd ook zijn vijfdelige serie Contemporary Portraits (1915-1916), waarin hij laat blijken vrijwel alle literaire persoonlijkheden uit zijn tijd te kennen. Verder is hij vooral bekend van zijn roman The Bomb (1908, over de Haymarket-affaire in Chicago) en zijn controversiële biografie Oscar Wilde - His Life and Confessions (1916), welke hij in eigen beheer uitgaf.